# Amailloux
Amailloux – miejscowość i gmina we Francji, w regionie Nowa Akwitania, w departamencie Deux-Sèvres.
Według danych na rok 1990 gminę zamieszkiwały 753 osoby, a gęstość zaludnienia wynosiła 20 osób/km² (wśród 1467 gmin regionu Poitou-Charentes Amailloux plasuje się na 404. miejscu pod względem liczby ludności, natomiast pod względem powierzchni na miejscu 87.).